# 幽冥穿越
《幽冥穿越》（羅馬化：Phisawat Kham Phop）是一部由帕苏特·邦亚（Art）、蓝蓝琳·德加莎·维（Cheribelle）、巴帕温·洪卡乔恩（Mungkorn）主演的泰国浪漫惊悚剧。此剧在2025年3月24日起每周一至周四晚上六时通过泰国8频道的黄金档播出。

## 演员阵容
- 帕苏特·邦亚 饰演 Muen Khiri（Muen）
- 蓝蓝琳·德加莎·维 饰演 Praethong，南塔坤
- 巴帕温·洪卡乔恩
- 拉甘娜芃·柄固纳芘楠
- 杰克里特·阿玛纳特
- 薇茹莉·迪莎亚布（英语：Weluree Ditsayabut）[3]
- 安娜·舍南艺恩[4]
- 萨薇迪里·萨米帕

## 制作
- 2022年5月，剧组与演员在泰国的萨塔谭寺举行开机祭祀仪式。[5]